# One Night Only (Black 'N Blue)
One Night Only è un live album dei Black 'N Blue, uscito il 15 settembre 1998 per l'Etichetta discografica Eon Records.

## Tracce
1. Rockin' on Heaven's Door (St. James, Thayer) 3:17
2. Autoblast (St. James, Thayer, Warner) 4:01
3. Hold on to 18 (Saint James, Thayer) 4:42
4. Does She or Doesn't She (Simmons, St. James, Thayer) 4:36
5. Heat It Up! Burn It Out! (St. James, Thayer, Warner) 5:00
6. Without Love (Saint James, Vallance) 3:52
7. Miss Mystery (St. James, Thayer, Vallance) 4:27
8. Violent Kid (St. James, Thayer) 3:46
9. I'll Be There for You (Cain) 4:17
10. Wicked Bitch (St. James) 4:21
11. School of Hard Knocks (Saint James, Thayer) 4:11
12. I'm the King (Holmes, St. James, Thayer, Young) 5:24

## Formazione
- Jaime St. James - voce
- Tommy Thayer - chitarra, cori
- Jeff "Whoop" Warner - chitarra, cori
- Patrick Young - basso, cori
- Pete Holmes - batteria